# Дрозд Алевтина Іванівна
Дрозд Алевтина Іванівна (1917—1996 рр.) — українська письменниця, дитяча поетеса, педагог. Член Спілки письменників СРСР. Член Національної Спілки письменників України. Ветеран літературної Херсонщини. Почесний член літературно-художньої групи «Малючок-Степовичок» (з 1994 року).

## Біографія
Дрозд Алевтина Іванівна народилась 12 червня 1917 року у Східносибірському краї на залізничній станції Азея (нині Іркутська область РФ), у сім'ї залізничника. Залишившись без батьків виховувалась у інтернаті для сиріт.
У 1936 році закінчила Красноярський педагогічний технікум. Вийшла заміж і переїхала до Москви. Працювала диспетчером на Московському авторемзаводі. У 1941 році евакуація до столиці Татарстану. Під час Другої світової війни, до 1943 року працювала на оборонному заводі у Казані.
У першій післявоєнний рік обіймала посаду начальника піонерського табору в Підмосков'ї. Саме там Алевтина Дрозд вперше знайомиться з Сергієм Михалковим, який і благословив поетесу на заняття літературною творчістю. Пізніше він писав листи письменниці, в яких схвалював її життєрадісні образні вірші. Згодом, Алевтина Іванівна свої педагогічні знання та досвід, використовувала при розкритті дитячої психології в своїх творах.
У 1949 році переїхала до України у місто Херсон, де її чоловік К. С. Посилін очолив колектив заводу ім. Комінтерну. Сама ж письменниця, теж працювала на суднобудівному заводі. Молода поетеса, у своїх віршах, написаних у цей час, прагнула показати роботу суднобудівників. Про це свідчить її поема для дітей (рос.)«Пассажирский теплоход», в якій Алевтина Іванівна розкрила перед юними читачами, знання суднобудівельної справи.
У 1952 році Алевтина Дрозд вступила до Херсонського педагогічного інституту, успішно закінчила його у 1956 році.
Письменниця любила спілкуватися з людьми. За своє життя вона зробила понад 300 виступів, перед учнями та молоддю. Майже все своє творче життя Алевтина Дрозд провела в Україні. Була щасливою дружиною, матір'ю та бабусею, а її творча спадщина переживе роки й десятиліття.
Померла Алевтина Іванівна Дрозд 23 лютого у 1996 році. Похована у Херсоні.

## Творчість
Алевтина Дрозд автор 12 поетичних збірок.
Перший вірш поетеси (рос.)«Утро» був надрукований у 1947 році в журналі «Затейник».
Перша книга віршів А. Дрозд (рос.)«У днепровских синих вод» вийшла в світ у 1952 році.
Були публікації у журналі «Мурзилка».
За рукопис (рос.)«Стихи для детей» у 1956 році, письменниця отримала заохочувальну премію.
ЇЇ кращі вірші перекладені поетами на українську, болгарську, чеченську та інгуську мови. Українською мовою вірші перекладали: Микола Братан, Анатолій Крат, Василь Піддубняк, Микола Василенко.
У 1997 році, вже після смерті письменниці, вийшло унікальне видання (рос.)«Появился в доме внук». У ньому зібрано 14 творів, які раніше ніколи не друкувались (поетичні казки та вірші про школярів). Видана воно за спонсорської підтримки її редактора- члена Спілки письменників України Анатолія Крата.

## Балада «Мальчишки с Карантинного»
На початку 1970 року у колективному збірнику (рос.)«Песни в солдатских шинелях» була надрукована балада Алевтини Дрозд (рос.)«Мальчишки с Карантинного». Побудована вона на документальному матеріалі героїчної боротьби підлітків Херсонського підпілля у часи другої Світової війни. Присвячена світлій пам'яті дванадцяти юних патріотів Херсона, пронизлива за драматизмом балада, є вершиною у творчому доробку Алевтини Дрозд. На Всесоюзному конкурсі у Москві балада «Мальчишки с Карантинного» отримала перше місце.

## Видання творів А. Дрозд
1. У днепровских синих вод: Для мл. шк. возраста (1952)(рос.)
2. На выставке: Книжка-картинка (1954)(рос.)
3. Наш Днепр: [Стихи для мл. шк. возраста] (1957)(рос.)
4. День рождения: [Стихи для мл.] (1958)(рос.)
5. Про томатный сок: [ Поэма] (1960)(рос.)
6. Робочі руки золоті: [Нарис] (1960)
7. У нас в городе: Стихи: Для мл. шк. возраста (1962)(рос.)
8. Ребятам дружным о крае южном: Стихи: Для мл. шк. возраста (1973)(рос.)
9. О заводах, о Днепре-любопытной детворе: Стихи: Для мл. шк. возраста (1981)(рос.)
10. Стоит каштан в осенней позолоте: Стихи (1987)(рос.)
11. У меня братишка есть: Стихи Для мл. шк. Возраста (1987)(рос.)
12. Появился в доме внук: Стихотворения Для дошкольного и мл. шк. возраста (1997)(рос.)

## Публікації творів А. Дрозд у збірниках
1. В новое столетье; Два крыла; Полустанок; Ветряк; Хесус Сульвета; Сиваш: [Стихи]// Рукопажатие: Сб.-Грозный, 1979 .- С.40-46.(рос.)
2. Вирок виконано: [ Нарис]//Вічно живі: Зб.-3-є вид., доп.-К.,1972.-С.210-213.
3. Вот про этот город славный; Наша гордость; На север далекий; Иностранный пароход; Подарок Разговор в порту; На даче; Шагают моряки: Стихи для детей: [Из цикла «Город у Днепра» ]// Наддніпрянські зорі: Літ.-худож. та громад.-політ. альм.- Херсон, 1958.-С.46-49.(рос.)
4. Мальчишки с Карантинного: [Баллада]// Песни в солдатских шинелях: Сб.-М., 1970.-С.18-37.(рос.)
5. Пассажирский теплоход; Дядя Ваня: [Стихи]Ранок: Альм.-К.,1952.-С.74-78.(рос.)
6. Родине; Ставлю подпись за мир; На заводе; Колхозному председателю; Зима, сыпни-ка снегом!; Казалось…,; Старый дом; У телевизора; Я очень ясно вижу этот день; Енисею; Припоминаю скромную обитель: [Стихи ]//Узы дружбы: Стихи и рассказы херсон.писателей.-Грозный, 1984.-С.35-41.(рос.)
7. Штаб у плавнях: [Нарис ]// Вічно живі: Зб.-4-е вид., перероб.-К., 1975.-С.121-130.
8. Я очень ясно вижу этот день: [Стихотворение]// Херсонская городская книга памяти.- Херсон, 1994.-С.90.(рос.)